# جاك برنس
جاك برنس (بالإنجليزية: Jack Prince)‏ (6 يونيو 1906 في المملكة المتحدة - 13 أكتوبر 1971 في المملكة المتحدة) هو لاعب كرة قدم بريطاني (وحمل سابقاً جنسية المملكة المتحدة لبريطانيا العظمى وأيرلندا) في مركز حراسة المرمى. لعب مع أولدهام أثلتيك وبورت فايل وشروزبري تاون ونادي روتشديل ونادي ريكسهام ونادي كرو ألكساندرا وNantwich Town F.C. ‏ ونورثويتش فيكتوريا.